# Democratische Republiek Madagaskar
De Democratische Republiek Madagaskar (Malagassisch: Repoblika Demokratika Malagasy, Frans: République démocratique de Madagascar) was een socialistische staat op het Afrikaanse eiland Madagaskar. De Democratische Republiek Madagaskar ontstond op 30 december 1975 als voortzetting van de Malagassische Republiek. Met de aanname van een nieuwe grondwet op 12 september 1992 kwam de socialistische staat ten einde en werd zij vervangen door de Republiek Madagaskar.
Gedurende het gehele bestaan van de Democratische Republiek Madagaskar was Didier Ratsiraka, bijgenaamd de Rode Admiraal, de president. Hij had in juni 1975 de macht gegrepen in de Malagassische Republiek na een periode van grote onrust in het land. In december 1975 hernoemde hij het land tot de Democratische Republiek Madagaskar en begon hij met de opbouw van een socialistische samenleving gebaseerd op het Malagassisch socialisme en het christelijk-marxisme. Dit was een grote verandering in beleid ten opzichte van de Malagassische Republiek, dat voornamelijk op het kapitalistische Westen, met name Frankrijk, was georiënteerd. Het land werd een eenpartijstaat en diverse ondernemingen die nog altijd onder Franse invloed stonden werden genationaliseerd. Het buitenlands beleid was gericht op dat van de Niet-Gebonden Landen.
Bij het referendum in 1975 stemde 95,57% van de bevolking in met de nieuwe socialistische grondwet, maar in de loop der jaren nam het enthousiasme voor het beleid van Ratsiraka steeds verder af. Met de val van de Berlijnse Muur in 1989 en het verdwijnen van het communistische regimes in Oost-Europa nam de druk vanuit de bevolking om politieke veranderingen steeds meer toe. Dit kwam tot een hoogtepunt op 10 augustus 1991 toen een vreedzame demonstratie tegen de president op bloedige wijze werd neergeslagen. Uiteindelijk stemde Ratsiraka in met de vorming van een overgangsregering en de invoering van een nieuwe grondwet. Er werden vrije presidentsverkiezingen gehouden die werden gewonnen door Albert Zafy. 

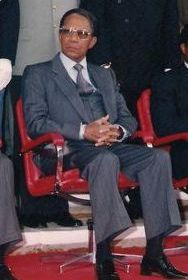
President Didier Ratsiraka.